# 9508 Titurel
A 9508 Titurel (ideiglenes jelöléssel 3395 T-3) a Naprendszer kisbolygóövében található aszteroida. Cornelis Johannes van Houten, Ingrid van Houten-Groeneveld és Tom Gehrels fedezte fel 1977. október 16-án.